# Frank Park

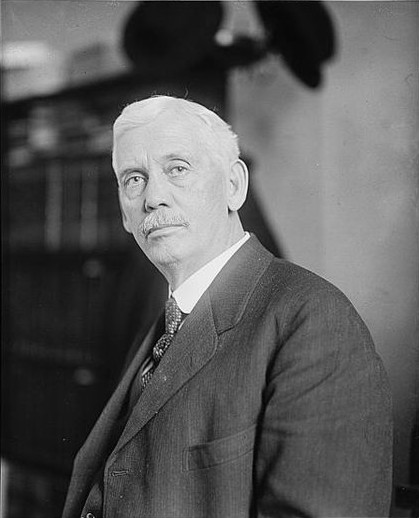
Frank Park (1920)

Frank Park (* 3. März 1864 in Tuskegee, Alabama; † 20. November 1925 in Fort Lauderdale, Florida) war ein US-amerikanischer Politiker. Zwischen 1913 und 1925 vertrat er den Bundesstaat Georgia im US-Repräsentantenhaus.

## Werdegang
Frank Park besuchte die öffentlichen Schulen seiner Heimat und studierte danach an der University of Georgia in Athens. Zwischen 1882 und 1885 arbeitete er als Lehrer; von 1885 bis 1889 war er als Ingenieur bei der Eisenbahn beschäftigt. Nach einem anschließenden Jurastudium und seiner im Jahr 1891 erfolgten Zulassung als Rechtsanwalt begann er in seinem neuen Beruf zu arbeiten. Gleichzeitig schlug er als Mitglied der Demokratischen Partei eine politische Laufbahn ein. Zwischen 1891 und 1902 war er deren Bezirksvorsitzender im Worth County. Danach führte er bis 1904 den Vorsitz im demokratischen Kongresswahlkomitee für den zweiten Wahlbezirk von Georgia. Von 1898 bis 1913 arbeitete er an verschiedenen Gerichten als Richter. Außerdem war er in den Jahren 1911 bis 1915 Kurator der State Agricultural and Mechanical School in Tifton.
Nach dem Tod des Abgeordneten Seaborn Roddenbery wurde Park bei der fälligen Nachwahl für den zweiten Sitz von Georgia als dessen Nachfolger in das US-Repräsentantenhaus in Washington, D.C. gewählt, wo er am 4. November 1913 sein neues Mandat antrat. Nach fünf Wiederwahlen konnte er bis zum 3. März 1925 im Kongress verbleiben. Von 1917 bis 1919 war er Vorsitzender des Committee on Accounts. In Parks Zeit als Kongressabgeordneter fielen unter anderem der Erste Weltkrieg sowie die Verabschiedung des 18. und des 19. Verfassungszusatzes.
Für die Wahlen des Jahres 1924 wurde Frank Park von seiner Partei nicht mehr nominiert. Er starb nur wenige Monate nach seinem Ausscheiden aus dem US-Repräsentantenhaus am 20. November 1925 in Fort Lauderdale.